# Ponape (Schiff, 1905)
Die Ponape war ein Schoner der Kolonialverwaltung von Deutsch-Neuguinea. 

## Geschichte
Im Auftrag des Gouvernements der Kolonie Deutsch-Neuguinea wurde das Schiff 1905 in San Franzisko erbaut. Benannt wurde die Ponape nach der Insel Ponape in den Karolinen. Der Schoner mit zusätzlichem Motorantrieb hatte eine Vermessung von 228 Bruttoregistertonnen.
Schon am 13. Juni 1907 ging die Ponape in der Hall-Gruppe im Archipel der Karolinen durch Strandung verloren.